# I tuoi occhi bruciano
I tuoi occhi bruciano (La lumière d'en face) è un film del 1955 diretto da Georges Lacombe.

## Trama
Il camionista Georges Marceau deve sposare Olivia, ma un grave incidente lo ha costretto a una vita casta. Nonostante tutto Olivia lo sposa ed aprono entrambi un ristorante per camionisti. Il vicino Pietri, l'addetto alla stazione di servizio, provocherà la tragedia.